# Krvavé Boží tělo v Kladně
Krvavé Boží tělo v Kladně byla druhá stávka kladenských horníků a hutníků 20. června 1889, která následovala po incidentu na slavnosti Těla a Krve Páně. Tyto události mimo jiné zachycuje román Siréna od Marie Majerové a stejnojmenný film, od Karla Steklého.

## Pozadí a příčiny nepokojů
Incidentu předcházela napjatá doba hospodářské recese, na kterou představitelé Pražské železářské společnosti reagovali zvyšováním pracovních nároků na dělníky v hutích a zavedením tzv, „lípaček“ (další přilepené směny). To mělo za následek zvýšenou únavu otců rodin, změnu režimu stravování a denního režimu rodin i vaření jídla, menší výdělky, nespokojenost žen v domácnosti a hádky v rodinách. To, že zaměstnanci dolů pracovali beze změny, způsobovalo další nevoli. Událostem předcházela také první velká stávka horníků z 25. května.

## Popis událostí
Po slavnosti Božího těla dne 20. června 1889 došlo na radnici k šarvátce mezi lidmi a četníky. Byla vytlučena okna radnice i dalších domů a vyrabovány obchody. Později, asi v době oběda, obklopil rozbouřený dav Bacherovu vilu ředitele PŽS Gottfrieda Bachera. Výstražné výstřely četníků zasáhly na protějším, tehdy nezastavěném poli, a na hradbě tři děti, které zraněním podlehly. Vila byla vyrabována a vypálena, poté byl vypleněn i starostův dům na náměstí.

## Důsledky
Do města přijelo večer vlakem z Prahy vojsko – dva prapory pěchoty a jeden prapor myslivců 11. pluku. Na náměstí byla zatčena stovka lidí a místo uprchlého starosty a stavitele Josefa Hraběte, který se vzdal úřadu, nastoupil třetí radní a lékař – MUDr. Jaroslav Hruška (oba starostové se v dalších volebních obdobích na tomto postu ještě jednou vystřídali).

## V kultuře
Tyto události připomíná román Siréna od Marie Majerové a film Siréna od režiséra Karla Steklého.
film
- Siréna, 1947, režie Karel Steklý

poezie
- RUDA, Jiří. Krvavé Boží tělo na Kladně v r. 1889. V Kladně: J. Ruda, 1945.

román Siréna
- poprvé vyšla Siréna v roce 1935 a 1936 v nakladatelství Čin, Praha;
- nakladatelství Melantrich vydalo Sirénu v letech 1945, 1947, 1949;
- dále vyšla v nakladatelství Práce (1950), Svoboda (1951, 1952), Družstevní práce (1951), Československý spisovatel (1953, 1956, 1960, 1962), SPN (1957, 1958, 1959, 1966), Mladá fronta (1959), Práce (1970);
- spolu s Havířskou baladou vyšla Siréna v Československém spisovateli v letech 1975, 1982, 1986.

## Památka
Jméno Siréna nesly na Kladně dva obchodní domy — bývalý OD Frank u Náměstí starosty Pavla v centru města v ulici I. Olbrachta (dnes Lékařské centrum), moderní funkcionalistická stavba od architekta Jana Gillara. A OD Siréna v Rozdělově či Rozdělovská Siréna na nám. Jana Masaryka, ve 21. století OD Rozdělov.